# Солдатское (Николаевская область)
Солдатское (укр. Солдатське) — село в Вознесенском районе Николаевской области Украины.
Население по переписи 2001 года составляло 120 человек. Почтовый индекс — 56543. Телефонный код — 5134. Занимает площадь 0,628 км².

## Местный совет
56543, Николаевская обл., Вознесенский р-н, пос. Вознесенское, ул. Центральная, 11